# Baceno
Baceno (piemontiul: Bascén) település Olaszországban. Lakosainak száma 876 fő (2023. január 1.). Baceno Formazza, Varzo, Crodo, Premia, Binn és Grengiols községekkel határos.

## Népesség
A település népességének változása:
| Lakosok száma | 918  | 900  | 876  |
|               | 2017 | 2018 | 2023 |